# ニューオーリンズ・ジャズ&ヘリテッジ・フェスティバル
ニューオーリンズ・ジャズ&ヘリテッジ・フェスティバル (New Orleans Jazz & Heritage Festival)は、米国ルイジアナ州ニューオーリンズで開催される音楽フェスティバル。例年数十万人規模の観客を動員し、ニューオーリンズではマルディグラ祭と並び最大級のイベントである。「ジャズフェス (あるいはジャズフェスト)」(Jazz Fest)の愛称で親しまれている。
主催者はニューオーリンズ・ジャズ&ヘリテッジ・フェスティバル・ファウンデーション（ニューオーリンズの文化促進を目的として1970年に設立された非営利団体）。

## 形式

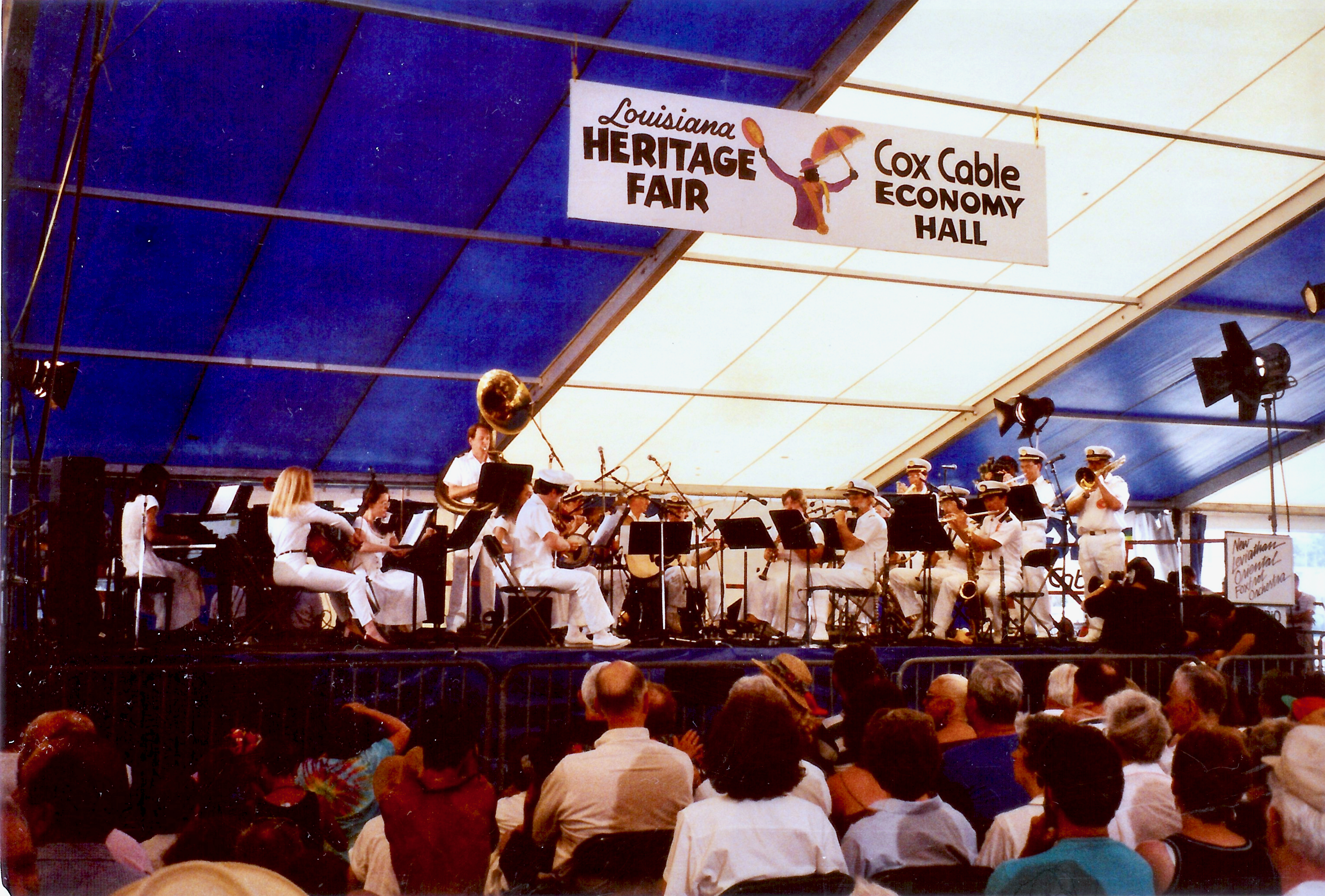
ジャズフェスで演奏するNew Leviathan Oriental Foxtrot Orchestra

4月の最終週の金曜日から日曜日、5月の第１週の木曜日から日曜日の計７日間の開催が基本。ハリケーン・カトリーナ後の2006年と2007年は、後半日程が1日短縮され計6日間となっていたが、2008年には元の7日間の日程に戻ることが発表されている。
時期的に日本のゴールデンウィークと重なるため、例年日本からも多くの観光客が訪れている。
会場となるフェアグラウンズ競馬場には10個ほどのステージが設置され、連日朝11時頃から夕方7時頃までの間、ジャズと銘打ちながらも、ロック、ゴスペル、ブルース、ザディコ、ケイジャンなど様々なジャンルの音楽が演奏される。また、会場内にはアート、食文化を紹介する出店、展示、実演コーナーなども設けられ、音楽に留まらず、広範囲な文化を体験できる内容となっているのが特徴である。音楽、食文化、アートのいずれにおいても地元ニューオーリンズ、ルイジアナの固有ものに焦点を当てた内容は他のフェスティバル類をみない独特なものである。
以前はフェスティバル公式イベントとして、会期中様々なナイト・コンサートも企画されていたものの、近年は開催されていない。

## 歴史

### 初期
1970年にニューポート・ジャズ・フェスティバルなどのプロデューサーとして知られるジョージ・ウェインがクイント・デイヴィス、アリソン・マイナーとともにスタートしている。マイナーは1995年、ウェインは2021年に他界。現在は、プログラムの内容の決定などデイヴィスが主導し企画・運営に携わっている。
当初は、中心街（フレンチ・クオーター）に隣接したルイ・アームストロング・パークの市営講堂とコンゴ・スクウェアで開催されたが、1972年より現在の場所、フェアグラウンズ競馬場に移った。中心街から北東に3キロほどの場所に位置するアメリカで最も歴史のある競馬場のひとつとして知られている。

### ハリケーン・カトリーナ後のフェスティバル

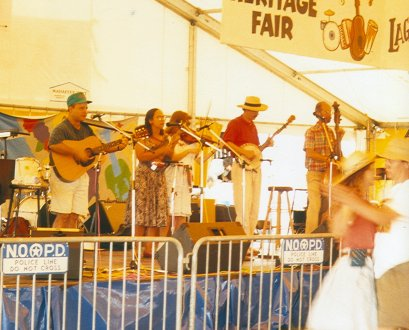
Hazel & Delta Ramblers

2005年8月29日、ハリケーン・カトリーナでニューオーリンズは市の80%が浸水する壊滅的な被害を受け、フェアグラウンズ競馬場も水没してしまった。当初は翌年のフェスティバル開催は絶望的と見られていたが、ハリケーンの2週間後、クイント・デイヴィスは以下の通りコメントしている。「いつ、どこで、どのような形式で行うかは判らないが2006年のジャズフェスは開催される。ニューオーリンズになるべく近いルイジアナ州内で開催する予定だ。」
結局、2006年のフェスティバルは従来の会場で、ほぼ例年通り開催された。但し、日程は1日短縮され、例年であれば多く企画される公式のナイト・コンサートも殆どなかった。ブルース・テントがなくなったことにより、ステージ数もひとつ減った。
また、ニューオーリンズに戻れない市民が多い現状を反映し、地元の常連ミュージシャンの不参加も目立った。特に、例年メイン・ステージのトリを務めていたネヴィル・ブラザーズの欠席は、フェスティバル運営の難しさを印象付けた。また、ソウル・レベルズのように、フェスティバルに合わせて遠路からメンバーが終結したバンドもあった。
ネヴィル・ブラザーズに代わってトリに組まれたのは、ファッツ・ドミノであった。しかし、彼は当日になって体調不良を訴え出演をキャンセル。病院に寄ったあと会場に姿を現した彼は、演奏はしなかったものの、ステージから観客に謝罪した。
フェスティバルが無事開催に漕ぎ着けた背景には、2006年より新たに主要スポンサーとなったシェル石油の存在が大きいと言われている。同社が支払った額は公開されていないが、フェスティバル会場では同社のロゴ・マークがかなり目立っており、その金額は少なくなかったとみられる。一方、ゴスペル・テントのスポンサーを長年務めてきた地元のローズ葬儀社が撤退し、保険会社のAIGが後任スポンサーとなるという変化もあった。なお、シェルはフェスティバルのスポンサーを2010年まで継続することを表明している。シェルは2022年現在、引き続きスポンサーを務めている。
2006年のフェスティバルの集客について、公式な入場者数は公表されなかったものの、クイント・デイヴィスによると前売りベースで、前年の2/3程度であったという。また、2007年のフェスティバルでは、6日間の入場者数は2003年以降最高となる375,000人を記録した。
2008年には、日程が7日間開催に戻り、メイン・ステージのトリにネヴィル・ブラザーズが戻るなど、被災前の規模、内容への回復傾向が見られた。

### 50周年とコロナ禍での中止
2019年には、フェスティバルは開催50周年を迎えた。この年、ローリング・ストーンズがヘッドライナーで出演することが決まったものの、ミック・ジャガーが心臓弁置換術を受けることが決まり、出演はキャンセルされた。
新型コロナウィルス感染症流行の影響により、2020年、2021年と2年連続で10月に延期が発表された後、最終的に開催中止に追い込まれた。2022年は3年ぶりに4月29日より、通常通り2週に渡り計7日間の日程で開幕した。

## ステージ構成

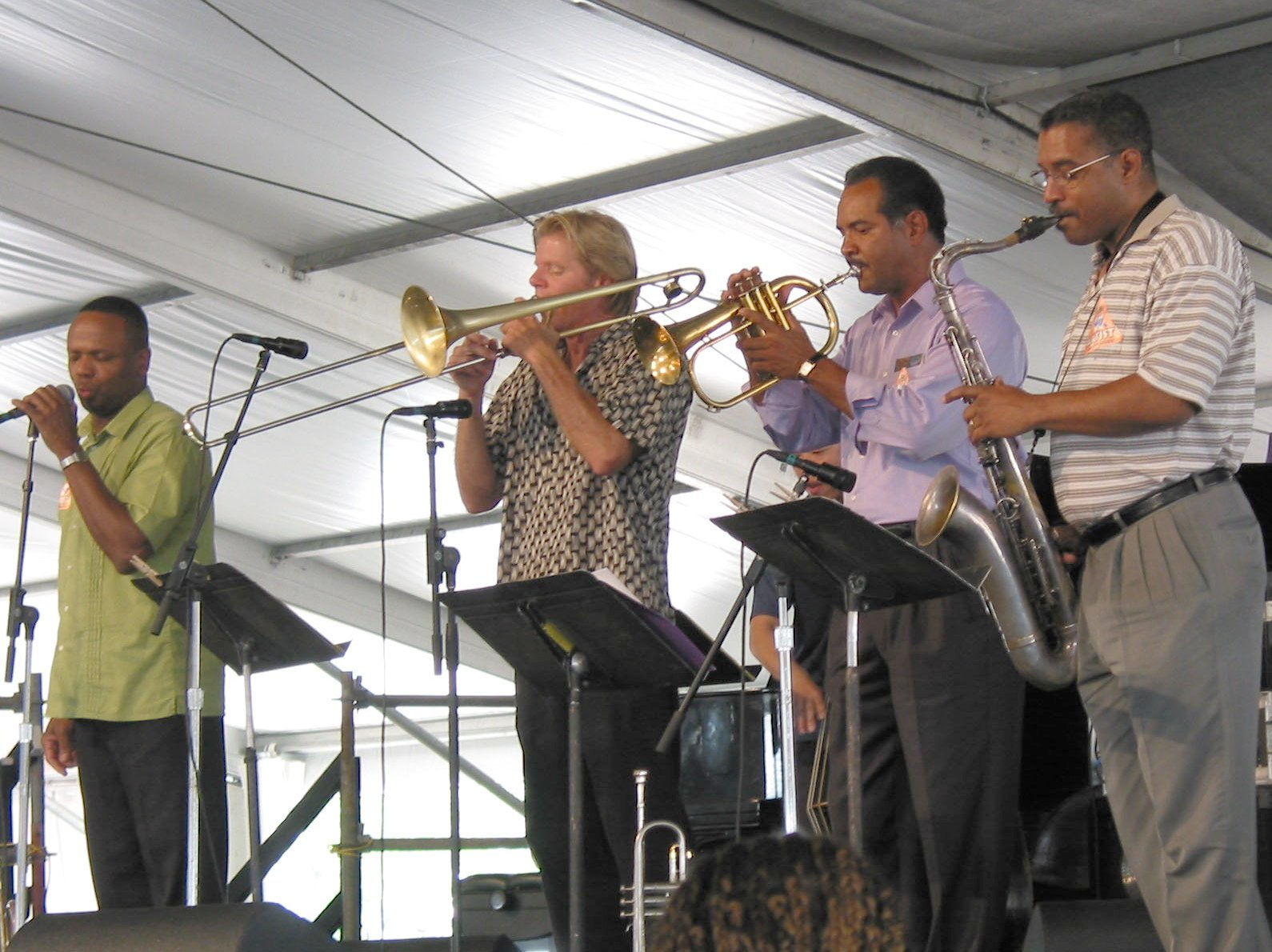
Leroy Jones Band

以下は2022年のステージ。年によって若干の変化はある。順番はおおよそ、ステージの大きさ順である。
|    | ステージ/テント名                           | 概要                                                         |
| 1  | Festival Stage                              | メイン・ステージ                                             |
| 2  | Shell Gentilly Stage                        | Festival Stageとは反対側にあるもうひとつのメイン             |
| 3  | Congo Square Stage                          | ワールド系が中心                                             |
| 4  | WWOZ Jazz Tent                              | コンテンポラリー・ジャズ                                     |
| 5  | Blues Tent                                  | ブルース                                                     |
| 6  | Economy Hall Tent                           | 伝統的なニューオーリンズ・ジャズ                             |
| 7  | Sheraton New Orleans Fais Do-Do Stage       | ケイジャン、ザディコが中心                                   |
| 8  | Jazz & Heritage Stage                       | ニューオーリンズ・ブラスバンド系とマルディグラ・インディアン |
| 9  | Gospel Tent                                 | ゴスペル・グループと歌手                                     |
| 10 | Lagniappe Stage                             | 小編成のバンドなど                                           |
| 11 | Kids Tent                                   | 子ども向けのパフォーマンス                                   |
| 12 | AARP Rhythmpourium                          |                                                              |
| 13 | Cultural Exchange Pavilion "Won't Bow Down" | 文化交流パビリオン                                           |

## 2022年の情報

### 日程
- 第1週 4月29日（金）～5月1日（日）
- 第2週 5月5日（木）～5月8日（日）

### チケット
- 大人　前売：75ドル、当日：80ドル（1日あたり）
- 子供　前売、当日とも1日あたり5ドル（2～10歳）

この他、特典付きのチケット「BIG CHIEF EXPERIENCE」あり

## ライブ・アルバム
- Jazz Fest: The New Orleans Jazz & Heritage Festival
フェスティバル50周年を記念してリリースされた5 CDボックス・セット
- New Orleans Jazz And Heritage Festival 1976